# کتابخانه کاکرین
کتابخانه کاکرین (به انگلیسی: Cochrane Library) - که نام آن از دانشمند بریتانیایی آرچی کاکرین گرفته شده است- مجموعه‌ای از پایگاه‌های داده‌ای در پزشکی و سایر تخصص‌‌های مراقبت سلامت است که توسط کاکرین و سایر مؤسسات ارایه شده است. این کتابخانه مجموعه‌ای از مرورهای کاکرین است؛ پایگاه داده‌ای از مرورهای سیستماتیک و متاآنالیزها که نتایج پژوهش‌های پزشکی را جمع‌بندی و تفسیر می‌کند. هدف کتابخانه کاکرین این است که نتایج کارآزمایی‌های بالینی کنترل شده که به خوبی انجام شده‌اند را به راحتی در دسترس قرار دهد و یک منبع کلیدی در پزشکی مبتنی بر شواهد است.

## دسترسی و استفاده
کتابخانه کاکرین یک پایگاه داده مبتنی بر اشتراک است که ابتدا توسط نرم افزار Update منتشر می‌شد و هم‌اکنون توسط انتشارات جان وایلی و پسران به عنوان بخشی از کتابخانه آن‌لاین وایلی منتشر می‌شود. در بسیاری از کشورها، از جمله بخش‌هایی از کانادا، بریتانیا، ایرلند، کشورهای اسکاندیناوی، نیوزیلند، استرالیا، هند، آفریقای جنوبی و لهستان، با «تمهید ملی» (معمولاً دولت یا وزارت بهداشت هزینه اشتراک آن را پرداخت می‌کند) به صورت رایگان در اختیار همه ساکنان آن کشور قرار گرفته است. همچنین ترتیباتی برای دسترسی رایگان در بسیاری از کشورهای آمریکای لاتین و «کشورهای کم درآمد»، معمولاً از طریق HINARI وجود دارد. ساکنان همه کشورها به چکیده‌های دو صفحه‌ای همه مرورهای کاکرین و خلاصه‌های به زبان ساده (PLS) این کتابخانه و نیز مقالات منتخب دسترسی آزاد دارند.
به نظر می‌رسد به دو دلیل از مرورهای کاکرین در ایالات متحده کمتر استفاده می‌شود:
- دسترسی عمومی به کتابخانه کاکرین در ایالات متحده محدود است (ایالت وایومینگ یک استثنا است، که هزینه اشتراک برای فعال کردن دسترسی رایگان به این کتابخانه برای همه ساکنان وایومینگ پرداخت شده است).[۲]
- کتابخانه ملی پزشکی ایالات متحده با بودجه دولت یک پایگاه داده جایگزین به نام مدلاین دارد که ۱۰۰٪ برای همه رایگان است و پوشش قابل توجه بیشتری نسبت به کتابخانه کاکرین دارد.

از ۲۶ مارس تا ۲۶ مه ۲۰۲۰، کتابخانه کاکرین در پاسخ به همه‌گیری کووید-۱۹، دسترسی نامحدود موقتی را برای همه کشورها فراهم کرد.

## محتوا
کتابخانه کاکرین پس از تغییرات قابل توجه در سال ۲۰۱۸ از پایگاه‌های داده‌ای زیر تشکیل شده است:
- پایگاه داده‌ای مرورهای سیستماتیک کاکرین (Cochrane Database of Systematic Reviews; CDSR): شامل تمام مرورهای سیستماتیک و پروتکل‌های مرورهای کاکرین است که توسط گروه‌های مروری کاکرین و پس از داوری همتایان منتشر می‌شود. چکیده و خلاصه ساده شده مرورهای کاکرین به زبان‌‌های مختلف ترجمه و منتشر می‌شوند. تاکنون بیش از ۴۳۰۰ چکیده و خلاصه ساده شده مرورهای کاکرینی توسط مرکز کاکرین ایران ترجمه و منتشر شده‌اند؛ به گونه‌ای که هم‌اکنون زبان فارسی، زبان سوم چکیده‌ و خلاصه‌های ساده ترجمه شده کتابخانه کاکرین بعد از زبان اسپانیولی و فرانسوی است.[۴]
- پایگاه ثبت مرکزی کارآزمایی‌های کنترل‌شده کاکرین (Cochrane Central Register of Controlled Trials; CENTRAL): یک پایگاه داده است که حاوی جزئیات مقالات کارآزمایی‌های کنترل شده و سایر مطالعات مداخلات مراقبت‌های بهداشتی از پایگاه‌های اطلاعاتی کتابشناختی (عمدتا MEDLINE و EMBASE) و سایر منابع منتشر شده و منتشر نشده است که دسترسی به آنها دشوار است، از جمله کارآزمایی‌های پلتفرم‌های ثبت کارآزمایی‌ها مانند International Clinical Trials Registry Platform (ICTRP) و ClinicalTrials.gov.[۵][۶]با این حال، نویسندگان مرورهای سیستماتیک باید نه تنها CENTRAL بلکه سایر پلتفرم‌های ثبت کارآزمایی بالینی همانند ICTRP و ClinicalTrials.gov را جستجو کنند تا مطالعات منتشر نشده را شناسایی کنند.[۷]
- پاسخ‌های بالینی کاکرین: این خلاصه‌های شواهد برای سؤالات مورد علاقه متخصصان مراقبت‌های سلامت، ارائه‌ای کاربرپسند با گرافیک و نتیجه‌گیری‌های سطح بالا از شواهد تحقیقاتی مبتنی بر مرورهای کاکرین فراهم می‌کنند.[۸]

کتابخانه کاکرین اکنون نتایج و سرمقاله های سری ویژه را نشان می‌دهد و همچنین گزینه ای برای پیوند به سایر بررسی های گردآوری شده توسط Epistemonikos را دارد.
پایگاه داده‌ای مرورهای سیستماتیک کاکرین، پروتکل‌های کاکرین و CENTRAL توسط کاکرین تولید می‌شوند.

## پایگاه داده‌ای مرورهای سیستماتیک کاکرین (Cochrane Database of Systematic Reviews)
مرورهای کاکرین، در قالب مطالعات مفصل روش‌شناختی منتشر می‌شوند. مطالعات اولیه برای وارد کردن به مرورهای کاکرین با جستجوی نویسندگان مرورهای کاکرین در منابع زیر انجام می‌شود: پایگاه‌های اطلاعاتی پزشکی و بهداشتی از جمله CINAHL ،EMBASE ،مدلاین/پاب‌مد و PsycINFO؛ یک پایگاه داده‌ای از کارآزمایی‌ها که به طور مداوم به روز می‌شود به نام پایگاه ثبت مرکزی کارآزمایی‌های کنترل‌شده کاکرین (CENTRAL)؛ جستجوی دستی، که مجلات علمی به صورت دستی بررسی می‌شوند و بررسی منابع مقالات به‌دست‌آمده به منظور شناسایی مطالعات بیشتر و مرتبط با سؤالی که در مطالعه مروری می‌خواهند به آن پاسخ دهند. کیفیت هر مطالعه با استفاده از معیارهای از پیش تعریف شده به دقت ارزیابی می‌شود و شواهدی مبنی بر روش‌شناسی ضعیف یا احتمال اینکه یک مطالعه تحت تأثیر سوگیری قرار گرفته باشد در مرور گزارش می‌شود.
سپس محققان مرورهای کاکرین از تجزیه و تحلیل آماری برای مقایسه داده‌های کارآزمایی‌ها استفاده می‌کنند. این روش یک مرور مطالعات یا مرور سیستماتیک ایجاد می‌کند و دید جامعی از اثربخشی یک مداخله پزشکی خاص ارائه می‌کند. مرورهای تکمیل‌ و منتشرشده به‌صورت یک گزارش کامل با نمودارها، به صورت فشرده یا به‌صورت خلاصه‌ به زبان ساده در دسترس هستند تا استفاده از آن برای طیف وسیعی از خوانندگان فراهم شود.

### چکیده‌نویسی و نمایه‌سازی
بر اساس گزارش‌ استنادی مجلات، ضریب تأثیر پایگاه داده‌ای مرورهای سیستماتیک کاکرین در سال ۲۰۲۱ معادل  ۱۱/۸۷۴ است که در رتبه بیستم از ۱۷۲ مجله در دسته پزشکی، عمومی و داخلی قرار دارد و نسبت به سال ۲۰۲۰ (۱۶۷ مجله- رتبه یازدهم) رتبه آن کاهش یافته اگرچه ضریب تأثیر آن (سال ۲۰۲۰ معادل ۹/۲۸۹) افزایش داشته است. مرورهای کاکرین در پایگاه‌های اطلاعات کتاب‌شناختی زیر چکیده‌نویسی و نمایه‌سازی می‌شوند: Science Citation Index Expanded ،اسکوپوس ،CINAHL ،EMBASE ،مدلاین.

### نظرات دانشگاهی
ابزار بازخورد کتابخانه کاکرین به کاربران امکان می‌دهد نظرات و بازخوردهای مرورها و پروتکل‌های کاکرین را در کتابخانه کاکرین ارائه دهند. در صورت پذیرش، بازخورد در فهرست پیمایشی نظرات به ترتیب زمانی معکوس، آخرین نظر ارسال شده در بالای صفحه منتشر خواهد شد. کاکرین یک رویه برای رخداد خطای جدی دارد.

### ضمایم
کاکرین از سال ۱۹۹۳ میلادی، کنفرانس سالیانه‌ای را با نام Cochrane colloquium برگزار و از سال ۱۹۹۴ به بعد، پایگاه داده‌ای از پوسترها و ارائه در نشست‌های کنفرانس‌های گذشته را نگهداری می‌کند. از سال ۲۰۰۹ به بعد، کاکرین چکیده‌های ارایه در این کنفرانس‌ها را به‌عنوان ضمایم پایگاه داده‌ای مرورهای سیستماتیک کاکرین (CDSR) منتشر کرده است. از سال ۲۰۱۰ تا ۲۰۱۶، یک خبرنامه سالانه مربوط به مباحث روش‌شناسی کاکرین به نام Cochrane Methods (شاپا: ۴۷۰۲-۲۰۴۴) به عنوان ضمیمه سالانه منتشر شده است. در سال ۲۰۲۰ نیز متعاقب همه‌گیری کووید-۱۹ ضمایمی با محتوای گزارش‌هایی کوتاه از گروه کاری کاکرین در پاسخ به کووید-۱۹ منتشر شده است.